# Dolmen da Pedra Branca

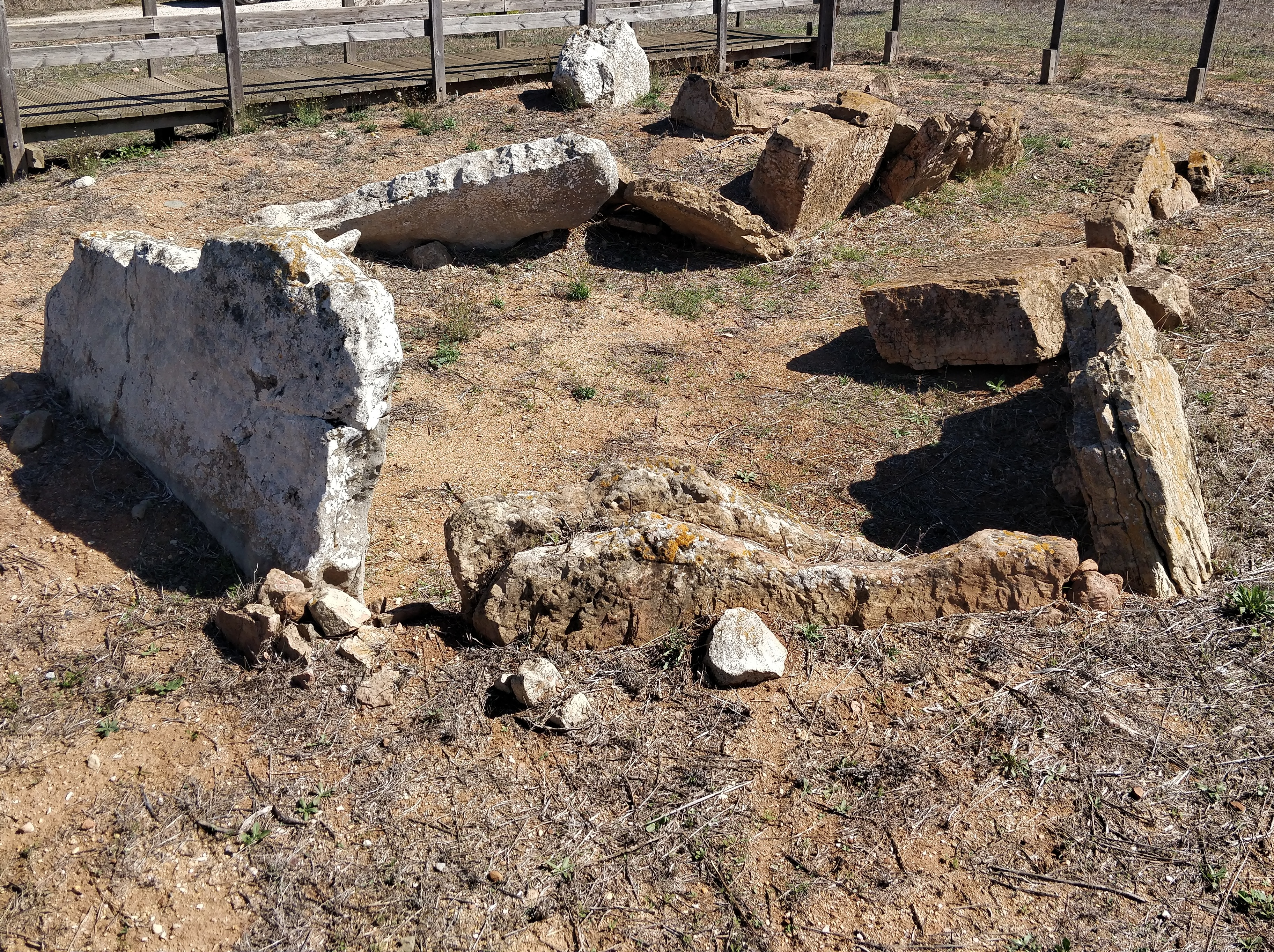
Dolmen da Pedra Branca

Der Dolmen da Pedra Branca (dt. Dolmen aus weißen Stein – auch Monumento Megalítico da Pedra Branca oder Anta da Pedra Branca genannt) liegt südlich von Melides bei Grândola im Distrikt Setúbal in der Estremadura in Portugal.
Pedra Branca ist ein Dolmen (portugiesisch Anta), der sich auf der Kuppe eines Hügels mit Überblick über das Umfeld befindet. Er wurde während des späten Neolithikums etwa 2500 v. Chr. errichtet und im Chalkolithikum (etwa 2000 v. Chr.) wiederverwendet. Der Dolmen wurde von L. Trindade und A. Rodrigues entdeckt und in den 1970er Jahren von Octávio da Veiga Ferreira (1917–1997) zwischen 1972 und 1975 ausgegraben. Er wurde 1990 als IIP – Estate of Public Interest klassifiziert.
Es handelt sich um eine ursprünglich von einem Tumulus bedeckte Anta mit einer polygonalen Kammer mit einem Durchmesser von etwa 3,85 m und einer Höhe von 3,4 m, bestehend aus sieben Seitensteinen aus Kalk- oder Sandstein. Sie verfügt über einen ost-west-orientierten, differenzierten 3,5 m langen und max. 1,5 m breiten Gang aus fünf Seitenplatten in Trapezform, der durch Platten bedeckt ist. In der Kammer befand sich eine etwa 2,2 × 0,6 × 0,5 m messende Quarzitsäule, mit der Funktion, das Gewicht der Decke zu tragen. Diese Lösungen ersetzen den fehlenden Sturz an der Gangöffnung.
Innerhalb des Denkmals wurden 65 Bestattungen gefunden, alle in fötaler Position. Es gibt zwei Nutzungsebenen, eine untere mit zahlreichen Bestattungen aus der endneolithischen Periode und eine obere mit zwei Bestattungen und Keramik der Glockenbecherkultur.
Etwa 450 m entfernt liegt die Nekropole von Cistas das Casas Velhas.